# محمد الذروه
محمد عبد الله الذروه لاعب كرة قدم كويتي سابق ومدير ومالك أكاديمية الأمل لبراعم كرة القدم. محلل رياضي في تلفزيون الكويت الرياضية وقناة العربية.
لعب اولاً في نادي الساحل الرياضي ويعتبر هداف النادي الأول ثم انتقل الي نادي العربي الكويتي

## شهاداته التدريبية

### خارج الكويت
- دبلوم في أساسيات كرة القدم في هولندا عام 1999
- دورة التغذية للناشئين في قطر عام 2005
- دورة محاضر إقليمي في الأردن عام 2010
- دورة المدربين المحترفين في قطر 2011

### داخل الكويت
- دراسات تدريبية وتعليمية للبراعم في مجال كرة القدم عام 1997
- الدراسات التدريبية في اللياقة والاعداد البدني عام 1998
- دراسات تدريب لمدربي حراس المرمى عام 1999
- الدورة التدريبية لاجازة التدريب C عام 1998
- الدورة التدريبية لاجازة التدريب B عام 2001
- الدورة التدريبية لاجازة التدريب A عام 2004
- اجازة تدريب الناشئين الأولى لكرة القدم عام 2002
- دورة متقدمة في البراعم باشراف الفيفا 2009
- دورة تنظيم مهرجانات البراعم باشراف الفيفا 2009

## مسيرته التدربية
بدأ كمساعد مدرب في نادي الساحل عام 1997 ثم أصبح مدرباً عام 2000 وفيما يلي مسيرتة التدريبية:
- 2000/2001 مدرب فريق 19 سنة بنادي الساحل
- 2001/2002 مدرب فريق 17 سنة بنادي الساحل
- 2002/2005 مدير فني لمدرسة البراعم بنادي الساحل
- 2005/2006 مدرب الفريق الأول بنادي الساحل
- 2006/2008 مدير فني لمدرسة براعم نادي الشباب
- 2008/2011 مدير فني لمدرسة براعم نادي الفحيحيل
- 2011/2012 مدرب الفريق الأول بنادي الفحيحيل
- 2012 إلى الآن مالك ومدير أكاديمية الأمل لبراعم كرة القدم

## انجازاتة التدريبية
مع نادي الساحل:
- عام 2001:
- المركز الثاني لمواليد تحت 17 سنة
- عام 2002:
- المركز الأول لمواليد تحت 14 سنة
- عام 2003:
- المركز الثاني لمواليد 1993
- عام 2004:
- المركز الثاني لمواليد 1994
- عام 2005 انجاز الصعود الي الدوري الممتاز

مع نادي الشباب:
- عام 2006:
- المركز الثاني لمواليد 1998
- المركز الثالث لمواليد 1996
- عام 2007:
- المركز الأول لمواليد 1997
- المركز الثالث لمواليد 1998

مع نادي الفحيحيل:
- عام 2008:
- المركز الثاني لمواليد 1996
- المركز الرابع لمواليد 1997
- المركز الثالث لمواليد 1998
- عام 2009:
- المركز الثالث لمواليد 1997 (مهرجان الاتحاد)
- المركز الثالث لمواليد 1998 (مهرجان الاتحاد)
- المركز الرابع لمواليد 1997 (مهرجان الاتحاد)
- المركز الثالث لمواليد 1999 (مهرجان الاتحاد)
- المركز الثاني لمواليد 1998 (مهرجان الاتحاد)
- المركز الثاني لمواليد 1999 (مهرجان الاتحاد)
- المركز الأول لمواليد 1998 (مهرجان برعاية الهيئة العامة للشباب والرياضة)
- عام 2010
- المركز الثاني لمواليد 1998 (مهرجان الاتحاد)
- المركز الثاني لمواليد 1999 (مهرجان الاتحاد)
- المركز الثالث دوري تحت 12 سنة
- المركز الثالث دوري تحت 14 سنة

## انجازات شخصية
* أفضل مدرب لبراعم كرة القدم على مستوى الكويت عام 2006.
* عضو لجنة المدربين الوطنية الأولى (بالانتخاب).
*أفضل مدرب براعم في الكويت من قبل جريدة الوسط الكويتية 2010.
*محاضر كرة قدم إقليمي معتمد من الاتحاد الآسيوي لكرة القدم منذ عام 2010.